# Avianca-Flug 203
Am 27. November 1989 stürzte eine Boeing 727-100 auf dem Avianca-Flug 203 (Flugnummer: AV203) infolge einer Bombenexplosion nahe der  kolumbianischen Stadt Soacha ab. Die Maschine der Fluggesellschaft Avianca sollte einen nationalen Linienflug vom Flughafen El Dorado in Bogotá zum Flughafen Cali durchführen. Bei dem Anschlag kamen alle 107 Passagiere ums Leben. Zudem wurden drei weitere Personen am Boden durch Trümmerteile getötet.

## Flugzeug und Insassen
Die Boeing 727-100 (Kennzeichen: HK-1803, c/n: 19035, s/n: 272) war am 28. Mai 1966 an Pan American World Airways ausgeliefert worden. Avianca übernahm das Flugzeug am 19. November 1975 und setzte es im Anschluss durchgängig ein.
Auf dem Inlandsflug am 27. November 1989 befanden sich 101 Passagiere an Bord der Maschine, darunter zwei US-amerikanische Staatsbürger. Die Besatzung bestand aus den zwei Piloten, einem Flugingenieur und drei Flugbegleitern.

## Flugverlauf
Die Boeing 727 hob um 07:11 Uhr Ortszeit vom Flughafen El Dorado ab. Fünf Minuten nach dem Start detonierte im Steigflug ein Sprengsatz, der unter einem Passagiersitz im mittleren Kabinenbereich platziert worden war, direkt oberhalb der rechten Tragfläche. Die Maschine befand sich zu diesem Zeitpunkt in einer Flughöhe von 13.000 Fuß MSL (3960 Meter).
Die Detonation des Sprengsatzes riss ein Loch in die Bordwand und zerstörte mehrere elektrische und hydraulische Leitungen sowie eine Treibstoffleitung zu den Triebwerken am Heck, wodurch Feuer im Rumpf ausbrach. Zudem wurde ein leerer Treibstofftank in der rechten Tragfläche beschädigt. Die Treibstoffdämpfe in diesem Tank entzündeten sich wenige Sekunden später und führten zu einer zweiten Explosion, die schwere Schäden an der Tragflächenstruktur verursachte. Das Flugzeug stürzte brennend ab und schlug etwa 16 Kilometer südwestlich des Flughafens El Dorado in hügeligem Gelände auf.

## Motivation und Täter
Es gilt als gesichert, dass der Drogenbaron Pablo Escobar den Anschlag in Auftrag gegeben hatte. Sein Ziel war wahrscheinlich die Ermordung mehrerer Informanten, die gegen das von ihm geführte Medellín-Kartell aussagen wollten und unter Personenschutz der kolumbianischen Polizei standen. Die Männer kamen beim Absturz ums Leben. Daneben gibt es die These, dass Pablo Escobar ein Attentat auf den Präsidentschaftskandidaten César Gaviria verüben wollte. Dieser befand sich aber nicht an Bord.
Pablo Escobar verstarb am 2. Dezember 1993 beim Zugriff einer US-amerikanischen/kolumbianischen Elite-Einheit in Medellín. Laut Zeugenangaben war der Sprengsatz von Dandeny „La Quica“ Muñoz Mosquera an Bord gebracht worden, einem Auftragsmörder des Drogenkartells, der bereits zuvor mehrere Anschläge verübt hatte. Er reiste später zusammen mit seinem Bruder Brance Muñoz Mosquera unter falschen Namen in die USA ein und wurde im Jahr 1991 im New Yorker Stadtteil Queens verhaftet. Nachdem Dandeny Muñoz Mosquera im Jahr 1992 wegen Verstoß gegen die Einreisebestimmungen und der Nutzung einer falschen Identität von einem US-Gericht zu einer sechsjährigen Haftstrafe verurteilt worden war, erfolgten weitere Ermittlungen gegen ihn. Im Dezember 1994 verurteilte ihn das Bundesbezirksgericht in Brooklyn wegen der Ermordung der zwei US-Bürger an Bord des Verkehrsflugzeugs zu lebenslanger Haft.